# Ratonero Palmero
Ratonero Palmero ist eine Hunderasse von den Kanaren, der dort überwiegend auf der Insel La Palma und Teneriffa vorkommt.

## Herkunft und Geschichtliches
Im 18. und 19. Jahrhundert brachten englische Kaufleute, die auf den Kanaren ihre Obst- und Gemüsehandel aufbauten ihre eigenen Terrier mit auf die Inseln, die sich dort mit einheimischen Rassen mischten und über die Jahrhunderte zu einer eigenständigen Terrier-Rasse entwickelten.
Der Ratonero Palmero ist eine kleine, zierliche Ratonero-Rasse der fast vom Aussterben bedroht war. Bei einer Zählung der Versteuerten Hunde 1976 auf La Palma wurden bei 425 Hunden nur noch 87 Ratonero Palmeros gezählt.
Seit 2017 sind es, dank der Bemühung von Andrés Rodríguez Leal, Vorsitzender des Züchterverbandes wieder über 200 Hunde auf La Palma und auch auf Teneriffa.

## Beschreibung
Wie alle anderen spanischen Ratoneros ist der Ratonero der Kanarischen Inseln ein hervorragender Ratten- und Mäusejäger, der u. a. in den Bananen-Plantagen und Lagerhallen zur Nagetierbekämpfung gehalten wird. Der Ratonero Palmero ist relativ klein, hat einen rundlichen Kopf, ein kurzes und dicht anliegendes Fell. Sein Fell ist meist zweifarbig schwarz-weiß oder braun-weiß, aber es gibt auch tricolor farbende Exemplare in schwarz-braun und weiß.
Mit seinen lebhaften, fröhlichen Charakter, immer wachsam, hat er sich in den letzten Jahrzehnten zu einem beliebten Familienhund entwickelt.
Nichtsdestotrotz wird er aber weiterhin als Wachhund eingesetzt, weil er wagemutig jeden entgegentritt, die "sein" Revier betreten, auch wenn diese wesentlich größer als selber sind. Auf den Kanaren wird er auch weiterhin als Begleithund des Podenco Canario bei der Jagd verwendet.